# 소 마사에
소 마사에(宗正惠, 1932년 8월 14일 ~ 1956년?)는 일본의 옛 화족이다. 종정혜로도 불린다. 아버지는 구 쓰시마 후추 번주 소 가문의 당주 소 다케유키, 어머니는 대한제국의 마지막 황녀 덕혜옹주이다.
다케유키는 1932년 11월에 생후 3개월인 마사에의 얼굴을 직접 그린 유화를 남겼다. 마사에가 태어난 이후 이 가족은 행복할 것만 같았으나, 마사에는 항상 병들어 있어 자신을 챙겨주지 못하는 어머니 덕혜옹주에게 그닥 정을 느낄 수가 없었을 뿐만 아니라, 조선인이라는 이유로 학교 친구들에게 따돌림까지 당하면서 덕혜옹주를 격하게 원망하여 모녀간의 사이가 그리 좋지 못했다고 한다.
이후 덕혜옹주의 조현병이 더욱 심해지면서 결국 부부 사이가 틀어지고 말았다. 그 후 다케유키는 1946년 가을에 부인 덕혜옹주를 도쿄도립 마쓰자와 정신병원에 입원시켰다. 1955년 와세다 대학 문학부 영문과 졸업 후 동문인 스즈키 노보루와 결혼, 1956년 8월 26일 야마나시현의 고마가타케 산에 자살하러 간다는 유서를 남기고 사라졌다.

## 가족 관계
- 증조부: 소 요시요리(宗義和) - 쓰시마 제15대 번주, 소 가문 34대 당주
  - 조부: 구로다 요리유키(黒田和志) - 후다이 구로다 자작가 당주
  - 조모: 레이코(鏻子) - 가즈사 구루리(久留里)번주 구로다 나오야스(黒田直和)의 딸
    - 아버지: 소 다케유키
    - 어머니: 덕혜옹주
      - 남편: 소 노보루(宗昇, 본성은 스즈키鈴木)